# Kanton Península de Challapata
Der Kanton Península de Challapata ist ein Verwaltungsbezirk im Departamento La Paz im südamerikanischen Anden-Staat Bolivien.

## Lage im Nahraum
Der Kanton (bolivianisch: Cantón) Península de Challapata war bis zum Jahr 2009 einer von neun Kantonen des damaligen Landkreises  (bolivianisch: Municipio) Puerto Acosta in der Provinz Eliodoro Camacho. Per Gesetz von 2009 wurde das Municipio Puerto Acosta in die drei selbstständigen Municipios Puerto Acosta, Escoma und Humanata aufgeteilt, so dass der Kanton Península de Challapata heute einer von vier Kantonen des Municipio Escoma ist.
Der Kanton Península de Challapata grenzt im Norden und Westen und Süden an den Titicacasee, im Nordosten an den Kanton Collasuyo im Municipio Escoma, und im Südosten an den Kanton Puerto Carabuco im Municipio Puerto Carabuco.
Der Kanton erstreckt sich zwischen etwa 15° 41' 35" und 15° 43' 10" südlicher Breite und 69° 08' 00" und 69° 11' 20" westlicher Länge, er misst von Norden nach Süden etwa drei Kilometer, von Westen nach Osten etwa sechs Kilometer. Im zentralen Teil des Kantons liegt der zentrale Ort des Kantons, Challapata Belén, mit 176 Einwohnern, während Challapata Grande 669 Einwohner hat. (Volkszählung 2012)

## Geographie
Der Kanton Península de Challapata liegt auf dem bolivianischen Altiplano zwischen dem Titicacasee im Westen und der Cordillera Muñecas im Osten. Das Klima der Region ist ein typisches Tageszeitenklima, bei dem die mittleren Temperaturschwankungen zwischen Tag und Nacht deutlicher ausfallen als zwischen den Jahreszeiten.
Die mittlere Durchschnittstemperatur der Region liegt bei 8 bis 9 °C, die Monatsdurchschnittswerte schwanken nur unwesentlich zwischen 5 und 6 °C im Juni/Juli und 10 °C im November/Dezember. Der mittlere Jahresniederschlag beträgt etwa 800 mm (siehe Klimadiagramm Escoma), die Monatswerte liegen in der ariden Zeit zwischen unter 20 mm von Juni bis August und einer Feuchtezeit von Dezember bis März mit Werten zwischen 120 und 165 mm.

## Bevölkerung
Die Einwohnerzahl in dem Kanton ist in den vergangenen beiden Jahrzehnten angestiegen:
| Jahr | Einwohner | Quelle       |
| ---- | --------- | ------------ |
| 1992 | 657       | Volkszählung |
| 2001 | 905       | Volkszählung |
| 2012 | 845       | Volkszählung |

## Gliederung
Der Kanton gliederte sich bei der letzten Volkszählung von 2012 in die folgenden beiden Unter- oder Subkantone (bolivianisch: vicecantones):
- 02-0405-0400-1 Vicecantón Challapata Belén – eine Gemeinde – 176 Einwohner (2001: 203 Einwohner)
- 02-0405-0400-2 Vicecantón Challapata Grande – eine Gemeinde – 669 Einwohner (2001: 702 Einwohner)